# 松野時緒
松野 時緒（まつの ときお 1983年2月21日 - ）は、日本の漫画家、イラストレーター、グラフィックデザイナー。血液型A型。女性。

## 人物
石川県在住。
マルチメディアアート学園卒業後、2009年（平成21年）に『ねこ耳少女の量子論』でデビュー。『裁判の舞台裏』、『ねこ耳少女の相対性理論と超ひも理論』(いずれもPHP研究所)の作画を手がける。
チョコレートとカエル、ネコをこよなく愛していて、仕事部屋にはチョコレート専用ケース、カエルグッズ、実家のネコの写真が大量に存在するという。

## 作品リスト

### 単行本
- 竹内薫、藤井かおり、松野時緒『ねこ耳少女の量子論　〜萌える最新物理学〜』PHP研究所、2009年。ISBN 978-4569705606。
- 荘司雅彦、松野時緒『裁判の舞台裏』PHP研究所、2009年。ISBN 978-4569709802。
- 竹内薫、藤井かおり、松野時緒『ねこ耳少女の相対性理論と超ひも理論』PHP研究所、2010年。ISBN 978-4569776774。